# Tizuk
Tizuk (em persa: تيزوك, também romanizada como Tīzūk e Tizūk; também conhecida como Tīzak) é uma aldeia do distrito rural de Tirjerd, no condado de Abarkuh, na província de Yazd, Irã.
Segundo o censo de 2006, sua população era de 282 habitantes, em 81 famílias.